# Maddy Curley
Madelyn Jane Curley, meglio nota come Maddy Curley (Tallahassee, 3 dicembre 1981), è un'attrice e ginnasta statunitense.

## Biografia
Partecipò al North Carolina Tar Heels.
Curley interpretò la ginnasta Mina Hoyt nel film Stick It - Sfida e conquista nel 2006, insieme a Missy Peregrym, Jeff Bridges, e Vanessa Lengies.